# John A. Keel
John Alva Keel, tên khai sinh Alva John Kiehle (25 tháng 3 năm 1930 – 3 tháng 7 năm 2009) là một nhà báo và nhà nghiên cứu UFO người Mỹ có ảnh hưởng nổi tiếng với tư cách là tác giả của quyển sách The Mothman Prophecies (Lời tiên tri Người Bướm).

## Tiểu sử
Keel chào đời ở vùng Hornell, New York, con trai của một nhạc trưởng làm việc ngắn hạn. Bố mẹ ông ly thân và ông được ông bà nuôi dưỡng. Ông từng quan tâm đến phép thuật và có câu chuyện đầu tiên được xuất bản trên tạp chí của các pháp sư ở tuổi 12. Ông rời trường năm 16 tuổi sau khi tham gia tất cả các khóa học về khoa học.
Ông làm cộng tác viên tự do cho các tờ báo, biên kịch cho các đài phát thanh và truyền hình địa phương, đồng thời là tác giả của các bài báo giật gân kiểu như "Are You A Repressed Sex Fiend?" (Bạn có phải là một kẻ cuồng tình dục bị kìm nén?) Ông từng gia nhập quân đội Mỹ trong Chiến tranh Triều Tiên làm việc với nhóm nhân viên tại Đài truyền hình Quân đội Mỹ ở Frankfurt, Đức. Ông tuyên bố rằng khi còn ở trong Quân đội, ông được đào tạo về chiến tranh tâm lý với tư cách là một nhà văn tuyên truyền. Sau khi rời quân ngũ, ông làm phóng viên đài phát thanh nước ngoài ở Paris, Berlin, Roma và Ai Cập.
Năm 1957, ông cho xuất bản Jadoo, một cuốn sách mô tả khoảng thời gian của ông ở Ai Cập và Ấn Độ điều tra trò ảo thuật "dây thừng thông thiên" (sợi dây thừng nối với trời) của Ấn Độ và loài sinh vật yeti trong huyền thoại. Năm 1966, ông ra mắt cuốn tiểu thuyết giễu cợt "gián điệp và siêu anh hùng" The Fickle Finger of Fate. Chịu sự ảnh hưởng bởi các nhà văn như Charles Fort, ông bắt đầu đóng góp các bài viết cho tờ Flying Saucer Review và bắt đầu điều tra UFO và phân loại Forteana như một công việc đeo đuổi toàn thời gian. Keel đã phân tích cái mà ông gọi là "cửa sổ" và "làn sóng" (thường được gọi như vậy) về các sự kiện UFO được báo cáo, kết luận rằng một số lượng không cân xứng đã xảy ra vào thứ Tư và thứ Bảy.  Là một thành viên của Hội biên kịch, Keel đã viết các kịch bản cho những phim Get Smart, The Monkees, Mack & Myer for Hire và Lost in Space.
Năm 1967, Keel đã phổ biến thuật ngữ "Men In Black" (Người áo đen hay Hắc y nhân) trong một bài viết cho tạp chí phiêu lưu dành cho nam giới Saga, có tựa đề "UFO Agents of Terror" (Những đặc vụ UFO gieo rắc nỗi kinh hoàng). Theo lời Keel, ban đầu ông tìm cách giải thích UFO là các chuyến viếng thăm ngoài Trái Đất, nhưng sau đó đã từ bỏ giả thuyết này. Cuốn sách thứ ba mang tên UFOs: Operation Trojan Horse (UFO: Chiến dịch Con ngựa thành Troia), xuất bản năm 1970, đã liên kết UFO với các khái niệm siêu nhiên như quái vật, ma quỷ. Keel đã sử dụng thuật ngữ "ultraterrestrial" để mô tả những người lái UFO mà ông tin là những thực thể không phải con người có khả năng đảm nhận bất kỳ hình dáng nào họ muốn.
Cuốn sách năm 1975 có tựa đề The Mothman Prophecies (Lời tiên tri Người Bướm) là tài liệu của Keel kể lại các cuộc điều tra của ông về những vụ chứng kiến một loài sinh vật to lớn, có cánh gọi là "người bướm" (Mothman) ở Tây Virginia. Cuốn sách kết hợp tài liệu của Keel khi nhận được các cuộc gọi điện thoại lạ với các báo cáo về những con vật nuôi bị tùng xẻo và lên đến đỉnh điểm vào ngày 15 tháng 12 năm 1967, vụ sập cầu Silver qua sông Ohio. Cuốn sách được phổ biến khắp nơi như là nền tảng của một bộ phim cùng tên năm 2002 do Richard Gere đóng vai chính.
Nổi tiếng và giàu trí tưởng tượng, Keel được coi là người có ảnh hưởng đáng kể trong thể loại UFO và Fortean.
Keel từng sống nhiều năm ở Upper West Side thành phố New York. Ông cũng có bằng cử nhân.
Ông qua đời vào ngày 3 tháng 7 năm 2009 tại thành phố New York, ở tuổi 79.

## Tác phẩm
- Jadoo (1957)
- The Fickle Finger of Fate (Fawcett, 1966)
- Operation Trojan Horse (1970)
- Strange Creatures From Time and Space (1970)
- Our Haunted Planet (1971)
- The Flying Saucer Subculture (1973)
- The Mothman Prophecies (1975)
- The Eighth Tower (1975)
- Why Ufos (1978) (reprint of Operation Trojan Horse)
- The Cosmic Question (1978) (British version of The Eighth Tower)
- Disneyland of the Gods (1988)
- The Complete Guide to Mysterious Beings (1994) (revised version of Strange Creatures from Time and Space)
- The Best of John Keel (Paperback 2006) (Collection of Keel's Fate Magazine articles)
- Flying Saucer to the Center of Your Mind: Selected Writings of John A. Keel (2013)
- The Outer Limits of the Twilight Zone: Selected Writings of John A. Keel (2013)
- Searching For the String: Selected Writings of John A. Keel (2014)
- The Great Phonograph in the Sky: Selected Writings of John A. Keel (2015)
- The Perspicacious Percipient: How to Investigate UFOs and Other Insane Urges - Selected Writings of John A. Keel (2015)
- The Passionate Percipient: Illusions I Have Known And Loved - Selected Writings of John A. Keel (2015)
- Pursuing the Addenda: Supernatural Reports From the Natural World (2016)